# سنجاي راؤول
سنجاي راؤول (6 أكتوبر 1976 - ) هو لاعب كريكت هندي.

## وصلات خارجية
- سنجاي راؤول على موقع إي آس بي آن كريك إنفو (الإنجليزية)